# Éric Boisse
Éric Boisse (* 14. März 1980 in Clichy) ist ein ehemaliger französischer Degenfechter. Er ist Olympiasieger und wurde Welt- und Europameister.

## Erfolge
Éric Boisse erzielte insbesondere mit der Mannschaft seine größten Erfolge. Im Einzel war der Gewinn der Vizeweltmeisterschaft 2007 in Sankt Petersburg. Mit der Mannschaft wurde er 2005 in Leipzig, 2006 in Turin sowie 2007 dreimal in Folge Weltmeister. Darüber hinaus gewann er mit der Mannschaft Gold bei der Europameisterschaft 2002 in Moskau. Bei den Olympischen Spielen 2004 in Athen erreichte er mit der Mannschaft nach Siegen über die Vereinigten Staaten und Deutschland das Finale. Dieses gewann die französische Equipe gegen Ungarn mit 43:32, Boisse wurde somit gemeinsam mit Hugues Obry sowie Fabrice und Jérôme Jeannet Olympiasieger. Nach dem Olympiasieg wurde er zum Ritter der Ehrenlegion ernannt.
Sein Vater Philippe Boisse war auch Fechter und wurde ebenfalls Olympiasieger und Weltmeister.